# Estola seriata
Estola seriata är en skalbaggsart som beskrevs av Kirsch 1875. Estola seriata ingår i släktet Estola och familjen långhorningar. Inga underarter finns listade i Catalogue of Life.